# 한국커피바리스타중앙회
한국커피바리스타중앙회는 최고의 커피를 추출하기 위해 바리스타들이 익혀야할 기술적 표준과 소양을 제시하고  현대 커피산업에 필요로하는 전문 바리스타인 양성, 커피 연구 및 교육, 국제적인 교육 네트워크구축, 국제자격증 발급,  커피교육의 보급화 사업등을 목적으로 설립된 협회이다. 또한 바리스타 업무능력을 검증하는 과정 개발과 자격인증 사업의 시스템 구축을 통해 바리스타 양성의 질적 수준을 높여 우수한 인재 양성과 커피 산업의 발전에 기여하기 위해 노력하고 있다. 2015년 8월 7일에 설립된 커피바리스타협회이며 회장은 고현정이다. 사무실은 경기도 고양시 일산동구 중앙로 1129, 서관동 2층 2014호 에 두고 있다. 

## 주요 사업
- 전문 바리스타인의 양성을 위해 커피 연구 및 교육
- 외국 바리스타협회와의 업무협약 및 정보교류와 상호간의 국제적인 교육 네트워크 구축 그리고 국제자격증 발급
- 국민 정서교육 함양을 위한 커피 교육의 보급화 사업
- 외국 플로리스트협회와의 업무협약 및 정보교류와 상호간의 교육등의 국제적인 교육 네트워크 구축과 국제자격증 발급
- 커피교육 실습회, 강연회, 세미나등의 다양한 국내외활동 주최
- 커피에 관한 전문 도서등의 간행사업을 통한 커피교육의 보급
- 전문 바리스타인 유성을 위해 일정교육과 시험을 통한 민간자격증 발급
- 기타 본 협회의 목적을 달성하기 위하여 필요한 교육사업, 문화예술, 네트워크 구축, 비영리사업등